# Rhédey Lajos
Kis-rhédey gróf Rhédey Lajos (Kisréde, 1761. – Pest, 1831. május 21.) császári és királyi kamarás, főispáni helytartó és országgyűlési követ, irodalompártoló mecénás, író.

## Életpályája
Az előkelő köznemesi családból származó Rhédey Lajos, gróf Rhédey Ferenc és Csemiczky Anna gyermeke, 1761-ben született a Heves vármegyei Kisrédén. A katonai akadémia elvégzése után hadapród lett a 37.(Sinkovics) gyalogezredben. Bihar vármegye ajánlására 1780. június 8-tól 1783. március 8-ig a bécsi magyar testőrségnél szolgált. Innen alhadnagyi rangban a 8. (Wurmser) huszárezredbe került. 1792-ben aranysarkantyús vitéz lett, mely igen rendhagyó teljesítmény. Viszonylag csekély – 100 fő alatti - az ily módon  kitüntetettek száma, s ezt Rhédey igen fiatalon érte el. Befejezve katonai pályafutását - 1802. május 2-án Pozsonyban Szatmár vármegye követeként jelent meg. 1808-ban a Lipót-rend vitézévé nevezték ki. Ugyanebben az évben nevezték ki Bihar vármegye adminisztrátorává. 1825-ben hagyja el Bihar vármegyét. 1831. május 21-én szélütés következtében hunyt el Pesten. Végakaratának megfelelően, Nagyváradon temették el.

## Családfa
Rhédey ( Kis-rhédei  nemes gróf). Az Aba nemzetségből származik. A XIII. század második felében már két ágra szakadt, u.m. Szentmártonrédei és Rédei ágra. Nagyrédei János 1466-ban nyert címeres levelet Mátyás királytól. A család fényének megalapítója Rhédey Ferenc füleki, majd váradi kapitány, bihari főispán. Hasonnevű fia erdélyi fejedelem (1658). A család grófi ága a XIX. század első felében Ant, Bakonszeg, Bágy, Kötegyán, Piskolt helységek földesura volt. Az erdélyi ág 1744. november 13-án emeltetett grófi rangra. Rhédey azonban a köznemesi státusú magyarországiból származott.

## Politikai szerepvállalása
1783-ban a János-rendi Zur gekrönten Hoffnung, 1786 és 1793 között pedig a szintén János-rendi  Zur neugekrönten Hoffnung páholy tagja volt. 1790-es években jó barátságot ápolt Sulyovszky Menyhérttel, Kazinczy Ferenccel és Szentmarjay Ferenccel, akiket később a Martinovics-összeesküvésben való részvételért letartóztattak. Ebben az időben Rhédey demonstratív módon, nyilvánosan hangoztatta franciabarátságát, így amikor Zemplénben vizsgálat indult a politikailag legveszélyesebb személyek ellen, ő is gyanúba keveredett. Végül nem tudtak rábizonyítani semmit, de I. Ferenc magyar király lázító beszédei miatt töröltette őt a Zemplén, Bihar, Szatmár, Abaúj és Szabolcs vármegye táblabírái közül. Nagyvonalú felajánlásai azonban meggyőzték a császárt és az 1807-es országgyűlésen már mint Szatmár második követe volt jelen. 1808. október 28-án a grófi címet is elnyerte. Fordulópontot az 1816-os esztendő hozott. Mivel megválasztatta öccsét másodalispánnak, az ellenzék feljelentette. A hosszan elhúzódó per nem vezetett gyors bukásához, végül 1825-ben távozott az Bihar vármegye adminisztrátori székből, ekkor Bereg vármegye adminisztrátori székét foglalta el, végül 1830-ban felmentését kérte.

## A magyar kultúra mecénása
Rhédey Lajos  legfontosabb kérdésnek a magyar nyelvű színjátszást fontosságát tartotta. Már az 1794-es installáción aláírásával támogatta egy magyar nyelvű társulatnak helyet adó színház felépítését. Felkarolta a Váradra érkező Első Magyar Játékszíni Társulat csapatát, akik elvesztették pest-budai játéklehetőségüket.
A Magyar Nemzeti Múzeumnak 6000 forintot adományozott, valamint gazdag ásványgyűjteményét is odaadta.
Támogatta a város tanítóit, ösztönözve őket Várad történetének megírására.
Bőkezű támogatásában (10000 forintot) részesültek a bécsi Ingenier Academián tanuló magyar diákok.
Óriási szerepe volt Várad fejlődésében. Ő szorgalmazta azt, hogy Nagyváradon közvilágítás legyen.
Legjelentősebb adománya a Rhédey-kert, melyet a Váradról Pestre távozó főispán adományozott a városnak. A kert addig is a váradi polgárok szórakozását szolgálta, gyakorta rendeztek zenés mulatságokat ott.  A kert egyik részében áll az a Rhédey-kápolna, melyben a gróf és felesége Kohányi Kacsándy Terézia nyugszanak.
Csokonai és Rhédey gróf ismeretsége nem azzal kezdődött, hogy meghívták a grófné temetésére. Csokonai már 1803 elején megismerkedett költő barátai révén Rhédey Lajos nevével, aki bőkezűen támogatta az irodalmat. Később, 1804 áprilisában született meg ódája  Rhédey Lajos úrhoz címmel, mely elérte a „kívánt” hatást, Rhédey felfigyelt az ifjú költőre és 100 Ft-ot küldött a neki és további támogatást igért. Tény, hogy az amúgy beteges költő meghívást kapott Kacsándy Terézia temetésére. Azonnal hozzálátott a Halotti versek megírásához, melyet el is mondott a gyászos eseményen, ahol súlyos tüdőgyulladást kapott. Kapcsolatuk ez után romlott meg hiszen, ahogy a Csokonai levelezésből kiderül, mindössze 100 forint honoráriumot kapott.

## Munkái
Mecénási ambíciói szerteágazó irodalmi és művészeti indíttatásokkal társultak. Beszédeket, verseket, sőt egy színdarabot is találunk munkái között. Ez utóbbit a nemesi műkedvelő ifjak, a  Theatromi mulatságot kedvelő Nemes Társaság mutatta be a Rhédey házban 1812. március 12-én, A Nagylelkű Herceg címmel.